# Adam Afzelius
Adam Afzelius (Larv, 8 ottobre 1750 – Uppsala, 20 gennaio 1837) è stato un botanico e zoologo svedese, fratello del chimico Johan Afzelius.
Allievo di Linneo, fu professore dal 1812 di medicina all'Università di Uppsala.

### Opere
- 1823 – Egenhändiqa anteckningar af Carl Linnæus om sig sjelf